# Глухарев, Михаил Евгеньевич
Михаил Евгеньевич Глухарев (16 сентября 1892, Санкт-Петербург, Российская империя — 4 сентября 1967, Бриджпорт, США) — американский авиаконструктор русского происхождения, «правая рука» И. И. Сикорского, главный инженер фирмы Sikorsky Aircraft. Изобретатель «крыла Глухарева» — универсального улучшенного аэродинамического профиля, автор концепции первого истребителя схемы «летающее крыло» треугольной формы, разработчик ряда самолётов, планеров и вертолётов.

## Биография

### Жизнь в России
Михаил Глухарев родился в Санкт-Петербурге в семье богатого фабриканта, занимавшегося производством стали и скобяных изделий. Михаил был старшим сыном в семье и рассматривался отцом как преемник его дел, и поэтому Михаил был отправлен для получения образования в Императорское коммерческое училище, которое он окончил в 1910 году. После окончания училища Глухарев поступает в Санкт-Петербургский Политехнический институт, который оканчивает в 1914 году. Также в 1910 году Михаил Глухарев в связи со смертью отца стал наследником семейного бизнеса.
Увлечение авиацией пришло к Михаилу во время обучения в институте. Он создал планер собственной конструкции, на котором самостоятельно научился летать. Другими его увлечениями были автомобильные гонки, лыжи и яхты.
После начала Первой мировой войны, Глухарев решает идти добровольцем в армию, однако планирует быть не рядовым, а офицером, и поступает в Военное инженерное училище, а потом — из-за своей любви к авиации — в Военно-авиационную школу в Петрограде. Как впоследствии вспоминал конструктор, он не получил эмблемы дипломированных лётчиков, так как спешил летать, и успел совершить до конца войны около 60 боевых вылетов на различных типах самолётов.
Во время Гражданской войны Михаил Глухарев воевал на стороне белых, при этом был не только пилотом, но и водителем танка. Попав в плен и затем бежав из него, перебрался в Финляндию, куда уже переехали все члены его семьи и где находилось их поместье.

### Эмиграция, деятельность в Sikorsky Aircraft
В Финляндии Михаил Глухарев прожил с 1920 по 1924 годы. Всё это время он посвятил работе над новыми летательными аппаратами, но уже не только практической, но и теоретической. Серьёзно занявшись аэродинамикой, Глухарев хотел создать крыло нового типа, с увеличенной подъёмной силой, однако в Финляндии тех лет не было ни научной, ни производственной базы для таких экспериментов. Поэтому в октябре 1924 года Глухарев вместе с женой и братом переезжают в США, с целью начать сотрудничество с И. И. Сикорским. Американское гражданство Глухарев получает в 1937 году.
Вскоре Глухарев становится конструктором-чертёжником на фирме Сикорского, параллельно выполняя функции лётчика-испытателя, а после успешных экспериментов по созданию нового типа профиля крыла, переводится на должность главного конструктора. На руководящих постах в Sikorksy Aircraft Глухарев пробыл всю оставшуюся карьеру, а с 1957 по 1960 годы занимал пост руководителя компании Сикорского после ухода её основателя.
На покой Михаил Глухарев вышел в 1960 году, но остался при этом главным консультантом заводов Сикорского.
Умер в Бриджпорте, штат Коннектикут.

### Награды и звания
- 1942 — избран членом учёного совета Института аэронавтических наук.
- 1948 — сертификат Американского вертолётного общества «За значительный вклад в развитие винтокрылых летательных аппаратов».
- 1954 — медаль Александра Клемина «За выдающиеся достижения в улучшении винтокрылых летательных аппаратов».[3]

И. И. Сикорский называл Глухарева одним из 20 лучших конструкторов в истории авиации.

### Семья
Жена (1902—1978) — Антонина (по другим данным — Анастасия).
Брат (1904—1958) — Сергей Евгеньевич Глухарев, коллега по работе в фирме Сикорского, конструктор и лётчик-испытатель.
Сын (1916—1994) — Евгений Михайлович Глухарев (Юджин Майкл Глухарефф), авиаконструктор, разработчик вертолётов,

## Конструкторские разработки

### «Крыло Глухарева-Сикорского»
Идея разработки аэродинамического профиля, более совершенного пос равнению с существующими, возникла у Михаила Глухарева ещё в Финляндии. Сумев успешно реализовать эту идею у Сикорского, Глухарев смог получить отличные результаты: новое крыло, будучи установленным на тестовый самолёт, увеличило его скорость на 50 км/ч, а также грузоподъёмность и штопорные характеристики.
«Годом раньше в компанию пришел со своим братом Сергеем Михаил Глухарев — прекрасный инженер, конструктор и летчик. Для начала они вместе с Сикорским спроектировали новое крыло для легкого самолета „Дженни“ — JN-4D. Ранее этот самолет имел репутацию строгой и коварной машины, которая унесла много жизней летчиков. Вся беда была в том, что самолет без предупредительных признаков срывался в штопор. Новое же крыло значительно улучшало пилотажные свойства. Машина стала простой в управлении и надежной в эксплуатации. Теперь самолет использовался даже для первоначального обучения».
Профиль получил название GS — 1 (Глухарев — Сикорский — 1), и всего фирма Сикорского получила заказы на новые крылья для 20 типов самолётов, по 2 тысячи долларов за каждый заказ. Новое крыло стало таким распространённым, что получило название «универсального». GS — 1 стояло на самолётах S — 31, S — 42, S — 33, S — 35.

### Истребитель Dart Gluhareff
В 1939 году Глухарев проектирует истребитель необычной схемы — с треугольным крылом малого удлинения и соосными толкающими пропеллерами. В самолёте были реализованы сразу новых решений: бесхвостовая схема, шасси с носовым колесом, крыло большого угла стреловидности (56 градусов по передней кромке), расположение двигателя в центре масс самолёта. Предполагаемая скорость должна была достигать 800 км/ч, дальность — 1800 км, а потолок — 10 000 м, вооружение составляли 6 пулемётов 12,7 мм. Однако проект не заинтересовал американских военных.
Эта смелая идея не была реализована в полноценном летающем образце и осталась только в виде чертежей и продувочной модели, однако её концептуальная новизна далеко опередила своё время. Впоследствии Глухарева не покидал интерес к треугольному крылу, и в 1950 годах им был разработан с крылом подобного типа проект двухпалубного сверхзвукового пассажирского лайнера, который также не был воплощен в металле.

### Самолёты
Будучи главным конструктором КБ Сикорского, Глухарев в той или иной степени «приложил руку» к проектированию всех самолётов компании. Лично им был спроектирован одномоторный биплан S — 33. Также принимал непосредственное участие в создании самолётов S — 32 и S — 34.

### Вертолёты
Проектирование вертолётов Глухарев занялся с 1939 года, когда компания Сикорского переориентировалась на этот вид летательных аппаратов. Всего принимал участие в создании 10 разных машин, запатентовал 12 проектов в этой сфере, самый важный из которых — цельнометаллические взаимозаменяемые лопасти несущего винта.

### Рекордный планер PR — G1
В 1952 году Глухаревым был спроектирован стратосферный планер PR — G1, на которым был поставлен рекорд высоты в 13 500 м.